# Euceramia palmicola
Euceramia palmicola — вид грибів, що належить до монотипового роду Euceramia.